# Білування

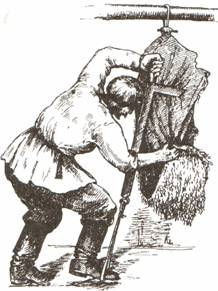
Кушнір вичинює ключем овечу шкуру, за Зеленін Д. К. «Східно-слов'янська етнографія», 1927

Білува́ння — зняття і первинна вичинка шкіри тварин, один з найдавніших і найпоширеніших промислів у багатьох народів, для яких важливими формами господарської діяльності були мисливство та тваринництво.
Білування шкір — один з найдавніших промислів. Білувати шкіру означає її зняття з туші і звільнення від підшкірних тканин, зокрема, підшкірно-жирової клітковини (міздрі). Білування поширене у багатьох галузях тваринництва. У давнину білою називали будь-яку вичинену шкіру, готову для продажу або сплати податі, або, навпаки, очищену тушу, залежно від того, що було цінним: наприклад, шкіра куниці чи туша вівці. Тому нерідко білуванням називають також очищення туші від шкіри і тельбухів.

## Процедура білування
Процедура білування включає низку спеціальних дій і пристосувань:
- підвішування туші і зняття шкіри,
- розправлення шкіри на спеціальних правилках,
- її спеціальну обробку і вичинку.

Білування — це початкова (про обробці тварин на м'ясо) або головна (про роботі з хутровими звірами) процедура обробки забитої тварини.
При білуванні тварин (наприклад, кролів, баранів, лисиць) їхні туші підвішують за задні лапи до гака або планки, закріпленої на мотузці і роблять спеціальні надрізи без пошкодження черева. Професійний білувальник знімає шкіру так, що жодний надріз не проникає глибше підшкірних сполучних тканин. Шкіру надрізають навколо щиколоток нижче колінного суглоба, потім продовжують розріз з внутрішнього боку задніх лап до анального отвору. Шкірку обережно відокремлюють від м'язів, підрізають плівки і знімають з хвоста і ніг. Після цього йде процедура зняття шкіри «панчохою». Її стягують вниз, в напрямку голови, обережно підрізаючи ножем плівки. З передніх лап шкірку стягують до суглоба і відрізають від туші разом з лапами (у дрібних тварин, зокрема, й у мисливських трофеїв). При зйомці шкурки з голови надрізають основи вушниць і продовжують стягувати її вниз, підрізавши навколо орбіталій.

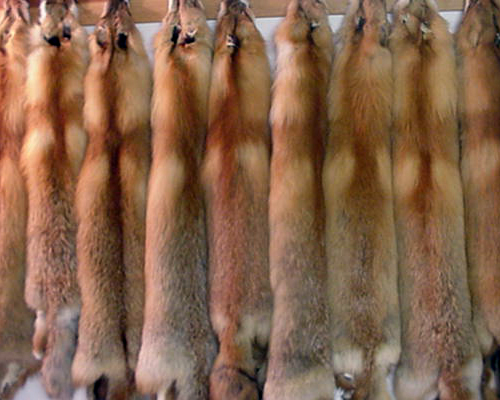
шкури лисиці (Vulpes vulpes)

## Знаряддя білування
Основним реманентом у білуванні виступають різноманітні гаки для підвішування туш і різницькі ножі для зрізання шкіри. Крім того, при білуванні туш великих тварин допоміжними засобами можуть виступати піки, якими штовхають чи підтримують тушу. У китоловстві для зняття шкіри з кита застосовують особливу китобійську лопатку.

## Продукти білування
Біловані шкіри використовують для виготовлення шкіряних виробів, у тому числі для виготовлення грубих і тонких виробів: кожухів, комірів, чобіт, рукавиць.
Одним з відомих кінцевих продуктів білування є пергамент (недублена шкіра тварин).

## Етимологія
Давня назва продукції чинбарів — «біла», тобто білована шкіра звіра. У давнину біли, отримані з малих хутрових звірів називали білками. Вважається, що назва «біла» походить від назви «біра», що є позначенням податі, з чим пов'язані і такі слова як бірувати, збирати, бірка та ін. Історія назв групи білка/біла/біра/бірка розглянута акад. Іваном Підоплічкою (1967).

## Приклади вживання
«Тяжкою була й праця рядових членів команд. Білування китових туш — виснажливий і брудний процес, уяву про який дають виставлені у відкритому показі флешерні ножі, гаки для чіпляння куснів китового м'яса й сала, інше знаряддя.» (сайт Одеського історико-краєзнавчого музею [Архівовано 15 вересня 2014 у Wayback Machine.])
«Тепер я опишу, що відбувається під час шанування богині, яку вони вважають за найзначнішу і на честь якої вони справляють велике свято. Скоро закінчується білування бика, вони моляться і старанно патрають його черево, залишаючи в його тілі інші нутрощі і сало, відтинають йому ноги та кінчик хвоста, плечі та шию. Після цього те, що залишається від тіла бика, вони наповнюють хлібом і чистим борошном, медом, родзинками, інжиром, ладаном, смирною та іншими прянощами і пахощами.» Геродот. Історії в дев'яти книгах. Книга ІІ [Архівовано 11 жовтня 2011 у Wayback Machine.]
Білувати — обчищати від шкірки, знімати оболонку. «Ти, Петре, не білуй так, бо з картоплі одні злизки залишаються» (Качура, І, 1958, 380) (за Академічний тлумачний словник 1970—1980 [Архівовано 5 березня 2016 у Wayback Machine.]).
«Обідрати як (мов, наче) білку»